# Bloxom
Bloxom es una localidad del Condado de Accomack, Virginia, Estados Unidos. Según el censo de 2000 tenía una población de 395 habitantes y una densidad de población de 476.6 hab/km².

## Demografía
Según el censo de 2000, había 395 personas, 160 hogares y 99 familias residiendo en la localidad. La densidad de población era de 476,6 hab./km². Había 175 viviendas con una densidad media de 211,1 viviendas/km². El 81,27% de los habitantes eran blancos, el 6,58% afroamericanos, el 0,51% amerindios, el 10,13% de otras razas y el 1,52% pertenecía a dos o más razas. El 14,18% de la población eran hispanos o latinos de cualquier raza.
Según el censo, de los 160 hogares en el 23,1% había menores de 18 años, el 43,8% pertenecía a parejas casadas, el 13,1% tenía a una mujer como cabeza de familia, y el 38,1% no eran familias. El 30,6% de los hogares estaba compuesto por un único individuo, y el 9,4% pertenecía a alguien mayor de 65 años viviendo solo. El tamaño promedio de los hogares era de 2,47 personas y el de las familias de 2,94.
La población estaba distribuida en un 21,8% de habitantes menores de 18 años, un 12,2% entre 18 y 24 años, un 24,3% de 25 a 44, un 27,1% de 45 a 64, y un 14,7% de 65 años o mayores. La media de edad era 38 años. Por cada 100 mujeres había 98,5 hombres. Por cada 100 mujeres de 18 años o más, había 99,4 hombres.
Los ingresos medios por hogar en la localidad eran de 25.000 dólares ($), y los ingresos medios por familia eran 33.125 $. Los hombres tenían unos ingresos medios de 23.750 $ frente a los 15.625 $ para las mujeres. La renta per cápita para la ciudad era de 13.337 $. El 14,4% de la población y el 15,4% de las familias estaban por debajo del umbral de pobreza. El 21,3% de los menores de 18 años y el 16,4% de los habitantes de 65 años o más vivían por debajo del umbral de pobreza.

## Geografía
Según la Oficina del Censo de los Estados Unidos, la localidad tiene un área total de 0,8 km², todos ellos correspondientes a tierra firme.